# Maik Meyer
| 112233 Kammerer    | 16 maggio 2002    |
| 112328 Klinkerfues | 16 giugno 2002    |
| 132445 Gaertner    | 14 aprile 2002    |
| 132661 Carlbaeker  | 12 giugno 2002    |
| 195600 Scheithauer | 15 maggio 2002    |
| 215423 Winnecke    | 4 aprile 2002     |
| 286841 Annemieke   | 3 luglio 2002     |
| 270553 Loureed     | 12 aprile 2002    |
| 286842 Joris       | 3 luglio 2002     |
| 302542 Tilmann     | 5 luglio 2002     |
| 302652 Hauke       | 10 settembre 2002 |
| 313384 Holetschek  | 12 giugno 2002    |
| 366487 Neilyoung   | 4 luglio 2002     |

Maik Meyer (Frauenstein, 1970) è un astronomo amatoriale tedesco.
Meyer si occupa principalmente di osservazioni e studi cometari. Meyer ha dichiarato di aver sviluppato la propria passione per le scoperte attraverso i romanzi di Jules Verne e la serie televisiva Star Trek.
Gli è stato dedicato un asteroide, 52005 Maik.

## Risultati delle osservazioni e degli studi cometari
- Nel 2000 ha scoperto una famiglia di comete che porta il suo nome[5][3].

- Il 27 gennaio 2010 ha scoperto la cometa 312P/NEAT[6],

- Il 25 ottobre 2012 ha ipotizzato che le comete 1961 X van Houten e P/2012 TB36 Lemmon fossero una stessa cometa, il fatto è stato accertato e le due comete sono state ridenominate con l'unica denominazione 271P/van Houten-Lemmon [7].

- Nel 2012 ha scoperto immagini di prescoperta della cometa periodica 386P/PANSTARRS risalenti al precedente passaggio al perielio del 2004 [8].

- Il 31 dicembre 2019 ha ipotizzato, sulla base degli elementi orbitali, che le comete non periodiche C/2019 Y4 ATLAS e C/1844 Y1 (grande cometa del 1844) derivino dalla scissione di un comune corpo progenitore [9].

- Il 3 marzo 2020 è stato reso noto che Meyer  ha stabilito una correlazione tra la cometa 12P/Pons-Brooks e le comete C/1457 A1 e C/1385 U1, che risulterebbero dunque delle precedenti apparizioni della cometa[10][11][12].

Dal 2002 ha scoperto 16 asteroidi , ha inoltre scoperto 40 comete grazie alle immagini della sonda SOHO.